# 良家妇女
《良家妇女》，当代情感电视剧。由马雅舒、杜德伟、张曦文、庹宗华等主演。

## 播出時間
- 2011年3月26日 江西都市频道
- 2012年2月14日 广东卫视
- 2012年12月31日-2013年1月16日 广东珠江频道

## 劇情概要
于士鸿(庹宗华 飾)本與周若云(马雅舒 飾)相愛，但若云被父親(后才知道是養父)逼嫁林铁川(杜德伟 飾)为夫。若云婚后生下一女一儿，因铁川意外导致半身瘫痪，经常把若云和孩子出氣。另一方面，基于恩情，士鸿娶汪雪梅(张曦文 飾)，但士鸿仍未能忘記若云。雪梅因爱成恨，利用單戀她的朱秉丰，并且與他珠胎暗结。因擔心雪梅和汪父迫害若云，周母向汪父透露若云是自己的親女兒。懷孕的雪梅因恨離家出走，后才知道秉丰是真心關心她的人。

經历許多波折，若云和雪梅找到自己的幸福....

## 演員
| 演員   | 角色   | 關係/暱稱                                                       |
| 马雅舒 | 周若云 | 為鉄川旦下兩孩,鍾愛于士鸿,後才知道自己是汪家私生女,雪梅親姐     |
| 杜德伟 | 林铁川 | 若云被迫嫁的丈夫                                                |
| 张曦文 | 汪雪梅 | 汪家大小姐,單戀于士鸿,與雪梅由朋友變為情敵,為報復與秉丰珠胎暗结 |
| 庹宗华 | 于士鸿 | 鍾愛若云                                                        |
| 王皓   | 朱秉丰 | 鍾愛雪梅                                                        |
| 章申   | 周宇轩 | 若云養父                                                        |
| 徐贵樱 | 周母   | 若云母親                                                        |
| 贺强   | 汪父   | 若云和雪梅的父親                                                |
| 刘芳   | 于母   | 初對若云有偏見,后接納若云                                       |
|        | 汪母   | 雪梅母親                                                        |
| 姚卓君 | 白原   | 周父姪兒,心狠手辣                                               |

## 其他製作人員
- 出品人：杨军
- 发行  ：温智伟
- 宣传  ：王雅
- 原创音乐：郝一钢